# Stazione di Oberriet
La stazione di Oberriet (in tedesco Bahnhof Oberriet) è una stazione ferroviaria a servizio del comune svizzero di Oberriet sulla linea Coira-Rorschach.

## Storia
La stazione fu attivata il 1º luglio 1858, in occasione dell'apertura della tratta Coira-Rheineck della ferrovia Coira-Rorschach.

## Strutture e impianti
La stazione dispone di 2 binari dotati di marciapiede e collegati da un sottopassaggio per il servizio passeggeri. È dotata di un fabbricato viaggiatori e diverse pensiline.

## Movimento
La stazione è servita da treni a cadenza oraria per Rapperswil e Sargans via San Gallo (linea S4 della rete celere di San Gallo).

## Servizi
Nella stazione sono presenti:
- Biglietteria automatica
- Sala d'attesa

Sono inoltre presenti parcheggi di interscambio per automobili e biciclette ed un punto di consegna/rilascio dei veicoli per il car sharing.

## Interscambi
- Fermata autobus (Oberriet SG, Bahnhof)[6]